# Charles Laubry (homme politique)
Pour les articles homonymes, voir Charles Laubry.
Charles Laubry, né le 19 avril 1842 à Avrolles (Yonne) et mort le 25 septembre 1899 à Flogny-la-Chapelle (Yonne), est un homme politique français.

## Biographie
D'abord instituteur, il devient greffier de la justice de paix du canton de Flogny. D'abord conseiller d'arrondissement, il est ensuite conseiller général puis sénateur de l'Yonne, inscrit au groupe de la Gauche démocratique, de 1897 à 1899. Il est le père du médecin Charles Laubry.

## Source
- « Charles Laubry (homme politique) », dans le Dictionnaire des parlementaires français (1889-1940), sous la direction de Jean Jolly, PUF, 1960 [détail de l’édition]